# L'Amour guide
Pour plus de détails, voir Fiche technique et Distribution.
L'Amour guide est un film franco-américain réalisé par Jean Boyer et Gilbert Pratt et sorti en 1933.
C'est la version française du film The Way to Love réalisé par Norman Taurog, avec également Maurice Chevalier dans le rôle principal.

## Fiche technique
- Titre français : L'Amour guide
- Titre anglais : The Way to Love
- Réalisation : Jean Boyer et Gilbert Pratt
- Scénario : Gene Fowler, adaptation par Jean Boyer
- Production : Paramount Pictures
- Photographie : Charles Lang
- Durée : 80 minutes
- Dates de sortie : 
  - États-Unis :1933
  - France :26 janvier 1934
- Affiche : Roger Cartier (France)

## Distribution
- Maurice Chevalier : François
- Jacqueline Francell : Madeleine
- Marcel Vallée : Gaston Bigoudin, dit Bibi
- Bruce Wyndham : Monsieur Joe
- Germaine De Neel : Suzanne
- Adrienne D'Ambricourt : Rosalie Bibi
- Georges Renavent : Marco
- Emile Chautard : M. Prias
- Léonie Pray : Annette
- George Hagen : Wladek
- Fred Malatesta